# Enfermeras
Enfermeras ist eine kolumbianische Telenovela, die von 2019 bis 2022 auf Canal RCN ausgestrahlt wurde.

## Handlung
María Clara González (Diana Hoyos) arbeitet als Leiterin der Krankenschwestern in einem der bekanntesten Krankenhäuser der Stadt, dem Santa Rosa. Das Leben scheint sie anzulächeln, wäre da nicht die Monotonie, in die ihre Ehe mit Román geraten ist, mit dem sie zwei Kinder hat. Am Tag ihres Jubiläums trifft María Clara die Entscheidung, ihren Ehemann zurückzugewinnen, und sie reserviert ein Hotelzimmer, um die Nacht mit ihm zu verbringen. Román erleidet jedoch vor Ort einen Herzinfarkt und wird in eine Notfallaufnahme gebracht, um medizinische Hilfe zu erhalten. María Clara verbringt die Nacht an seiner Seite. Am nächsten Tag kommt eine Frau namens Paula in Begleitung ihres kleinen Sohnes und sagt der Krankenschwester, dass es Románs erstgeborener Sohn ist. Von da an wird Maria Clara zunehmend desillusionierter bezüglich ihres Ehemanns, bis sie eines Tages ihre Scheidung plant.
Zudem kommt ein junger Arzt der Inneren Medizin ins Krankenhaus, Doktor Carlos Pérez (Sebastián Carvajal), der sofort eine besondere Beziehung zu María Clara hat und später mehr als nur ein Freund wird. Ihre Beziehung wird jedoch durch mehrere Hürden erschwert, als Maritza und Valeriano, Carlos’ Frau bzw. Vater, herausfinden, was zwischen ihnen vorgeht. Darüber hinaus führt auch die Feindschaft zwischen María Clara und ihrer Chefin Gloria, der Widerstand ihrer Kinder gegen ihre neue Liebe, das turbulente Geschäft, das im Krankenhaus im Auftrag von Manuel Castro (Lucho Velasco), seinem wissenschaftlichen Direktor, stattfindet, und das Erscheinen einer neuen Person in Dr. Pérez’ Leben das Leben der beiden in verschiedene Richtungen.

## Besetzung

### Hauptbesetzung

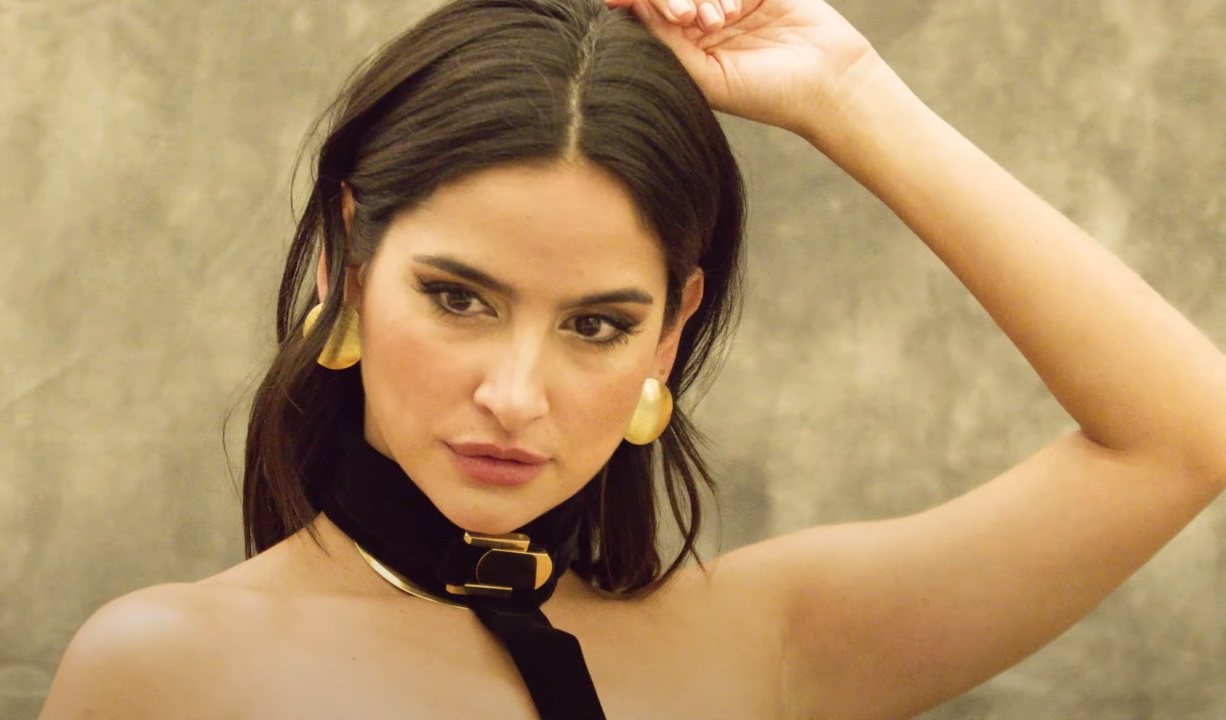
Diana Hoyos spielt María Clara González

- Diana Hoyos als María Clara González
- Sebastián Carvajal als Carlos Pérez
- Viña Machado als Gloria Mayorga Moreno
- Julián Trujillo als Álvaro Rojas
- Lucho Velasco als Manuel Alberto Castro
- Nina Caicedo als Sol Angie Velásquez
- Federico Rivera als Héctor Rubiano „Coco“
- María Manuela Gómez als Valentina Duarte González
- Cristian Rojas als Camilo Duarte González

### Nebenbesetzung
- Andrés Suárez als Agustín Garnica
- Tatiana Ariza als Helena Prieto
- Andrea Rey als Nelly Mejía
- Alejandra Correa als Inés Chacón
- Viviana Posada als Ivonne Ramírez
- Mariana Gómez als Maritza Ferrari
- Susana Rojas als Paula Rivera
- Pedro Palacio als Román Duarte
- Vince Balanta als Gynäkologe Fabio Mosquera
- Nayra Castillo als Psychologe Esperanza
- Miguel González als Felipe Mackenzie
- Pedro Calvo als Iñaki Ventura
- Juan Fernando Sánchez als Ernesto Álvarez
- Ricardo Vélez als Bernard Mackenzie
- Marcela Posada als Ruby Palacino
- Martha Liliana Ruiz als Jefe Evelyn
- Hugo Gómez als Valeriano Pérez
- María Cecilia Botero als Beatriz
- Jessica Mariana Cruz als Mariana Cruz
- Diego Garzón als Luis Tarazona
- Bárbara Perea als Petra
- Andrés Durán als Richi
- Óscar Salazar als Óscar Peñate
- Alexandra Serrano als Milena de Peñate
- Tiberio Cruz als Doktor Castillo